# Colin Meads
Sir Colin Earl Meads (Cambridge, 3 giugno 1936 – Te Kuiti, 20 agosto 2017) è stato un rugbista a 15, allenatore di rugby a 15 e dirigente sportivo neozelandese, che giocava nel ruolo di seconda linea del King Country, dal 1957 al 1971 ha rappresentato la Nuova Zelanda con la maglia degli All Blacks. Grande personalità sportiva neozelandese tanto da essere incluso nel New Zealand Sports Hall of Fame, World Rugby Hall of Fame e poi nell'International Rugby Hall of Fame.
Morì nel 2017 a causa di un cancro.
Ha indossato la maglia della Nazionale neozelandese per la prima volta il 25 maggio 1957 contro l'Australia (25-11 per i neozelandesi).
La sua ultima presenza con la nazionale avvenne il 14 agosto 1971 contro i British Lions (14-14).